# Аблон
Аблон (фр. Ablon) насеље је и општина у северној Француској у региону Доња Нормандија, у департману Калвадос која припада префектури Лисје.
По подацима из 2011. године у општини је живело 1196 становника, а густина насељености је износила 99,67 становника/km². Општина се простире на површини од 12 km². Налази се на средњој надморској висини од 98 метара (максималној 118 m, а минималној 0 m).

## Демографија
| 1962. | 1968. | 1975. | 1982. | 1990. | 1999. | 2011. |
| ----- | ----- | ----- | ----- | ----- | ----- | ----- |
| 852   | 866   | 838   | 880   | 940   | 1.047 | 1.196 |

График промене броја становника у току последњих година